# 井上智裕
井上智裕（日语：／ Inoue Tomohiro，1987年7月17日—），日本男子摔跤运动员。他曾代表日本参加亚洲摔跤锦标赛，获得二枚铜牌。他也曾参加2016年夏季奥林匹克运动会。